# ロザンヌ
『ロザンヌ』（Roseanne）は、1988年から1997年までオリジナルシリーズとして放送され、2018年3月から5月までABCネットワークでリバイバル版が放送されていたシットコム。

## 概要

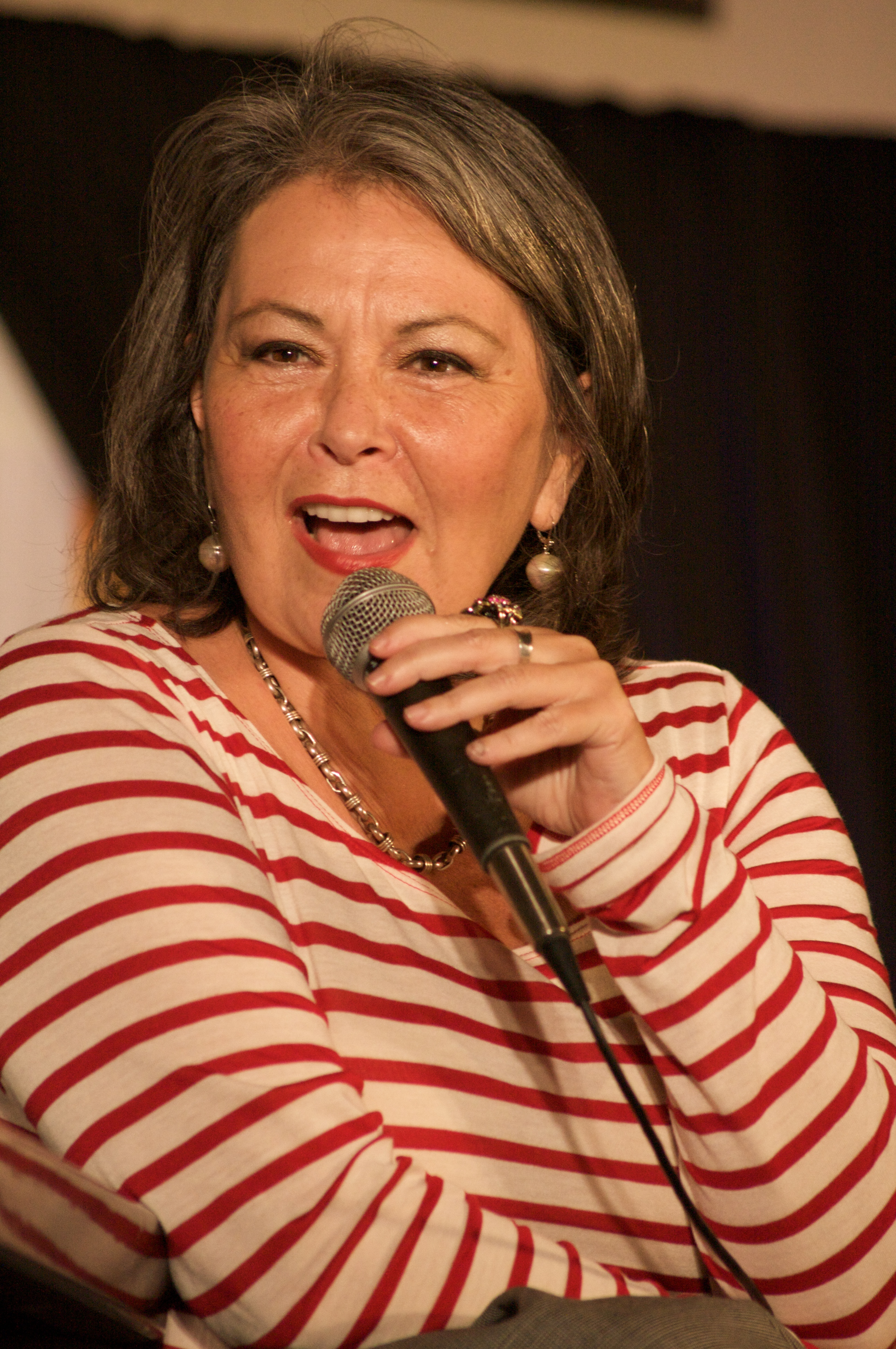
ロザンヌ役のロザンヌ・バー(2010年撮影)

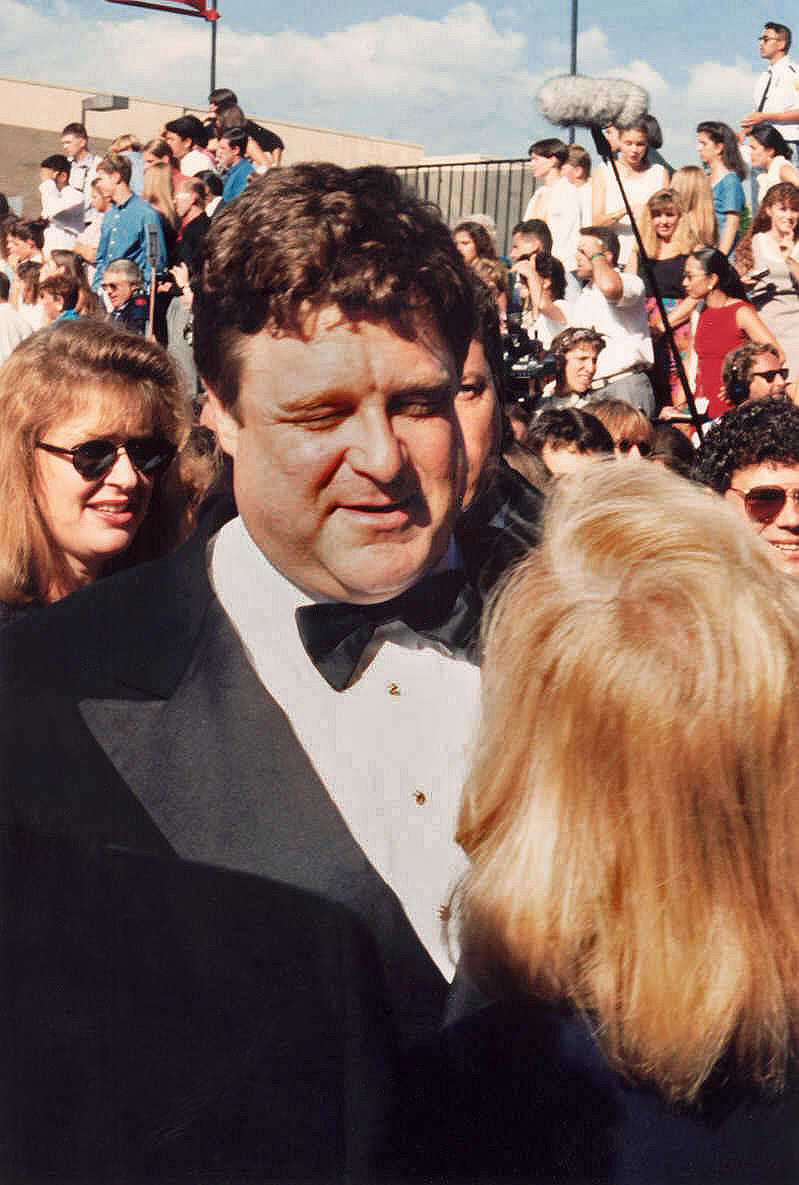
ダン役のジョン・グッドマン（1994年撮影）

イリノイ州のコナー家の日常生活を描く。放送開始当初から高視聴率を誇り、第2シーズンではニールセンの年間平均視聴者数1位を獲得。1997年5月に一旦終了。しかし2017年、ABCは2018年に復活すると発表。リバイバル版におけるロザンヌがトランプ支持者という設定や、オピオイド中毒といった社会問題の描写が保守派の視聴者に受け入れられたこともあり、初回は1829万人の視聴者数を獲得。第11シーズンの制作も決まった矢先の5月下旬、主演のバーがTwitterで差別ツイートをしたことを受け、制作会社は同年5月29日に放送打ち切りを発表した。
その後、『コナーズ』というスピンオフとして放送されることが報じられ、キャスト及びスタッフからバーが外されることとなった。

## 登場人物
ロザンヌ・コナー
演 - ロザンヌ・バー
本作のタイトルキャラクター。リバイバル版ではドナルド・トランプを支持しているという設定であり、演じるバー自身もトランプ支持者である。
ダン・コナー
演 - ジョン・グッドマン
ジャッキー・ハリス
演 - ローリー・メトカーフ
ロザンヌの妹。リバイバル版ではトランプを嫌っている。
D.J.コナー
演 - マイケル・フィッシュマン
ロザンヌの息子。
ダーリン・コナー（ Darlene Conner）
演  -サラ・ギルバート
ロザンヌの娘。

## スタッフ
- 企画 - マット・ウィリアムズ
- 製作総指揮 - ロザンヌ・バー、Marcy Carsey、トム・ワーナー、Bruce Helford、Whitney Cummings、サラ・ギルバート、トニー・ヘルナンデス
- 制作 - Mohawk Productions、Carsey-Werner Productions
- 配給 - CBS Television Distribution